# Suchedniów Północny
Suchedniów Północny – przystanek kolejowy w Suchedniowie, w województwie świętokrzyskim, w Polsce. Znajduje się w dzielnicy Stokowiec. Przystanek obsługuje lokalny ruch pasażerski na trasie Kielce – Skarżysko-Kamienna.

## Ruch pasażerski[1]
| Rok  | Wymiana pasażerska na dobę |
| ---- | -------------------------- |
| 2017 | 20-49                      |
| 2018 | 20-49                      |
| 2019 | 20-49                      |
| 2020 | 20-49                      |
| 2021 | 20-49                      |
| 2022 | 20-49                      |
| 2023 | 20-49                      |

## Infrastruktura
Przystanek pełni jednocześnie rolę posterunku odstępowego odcinka Skarżysko-Kamienna – Suchedniów. Dzieli go na dwa odstępy o długościach 7 i 2 km. Choć posterunek przystosowany jest do prowadzenia ruchu jednokierunkowego po obu torach, posiada również semafory dla kierunku przeciwnego niż zasadniczy. Nie posiada jednak dla tego kierunku tarcz ostrzegawczych. Ruch prowadzony jest z nastawni „SP”, która jednocześnie pełni rolę dróżniczówki przejazdowej.
Przystanek osobowy wyposażony jest w dwa jednokrawędziowe perony z wiatami przystankowymi.

## Połączenia
- Kielce
- Skarżysko-Kamienna
- Ostrowiec Świętokrzyski
- Sandomierz
- Kraków
- Częstochowa

## Galeria

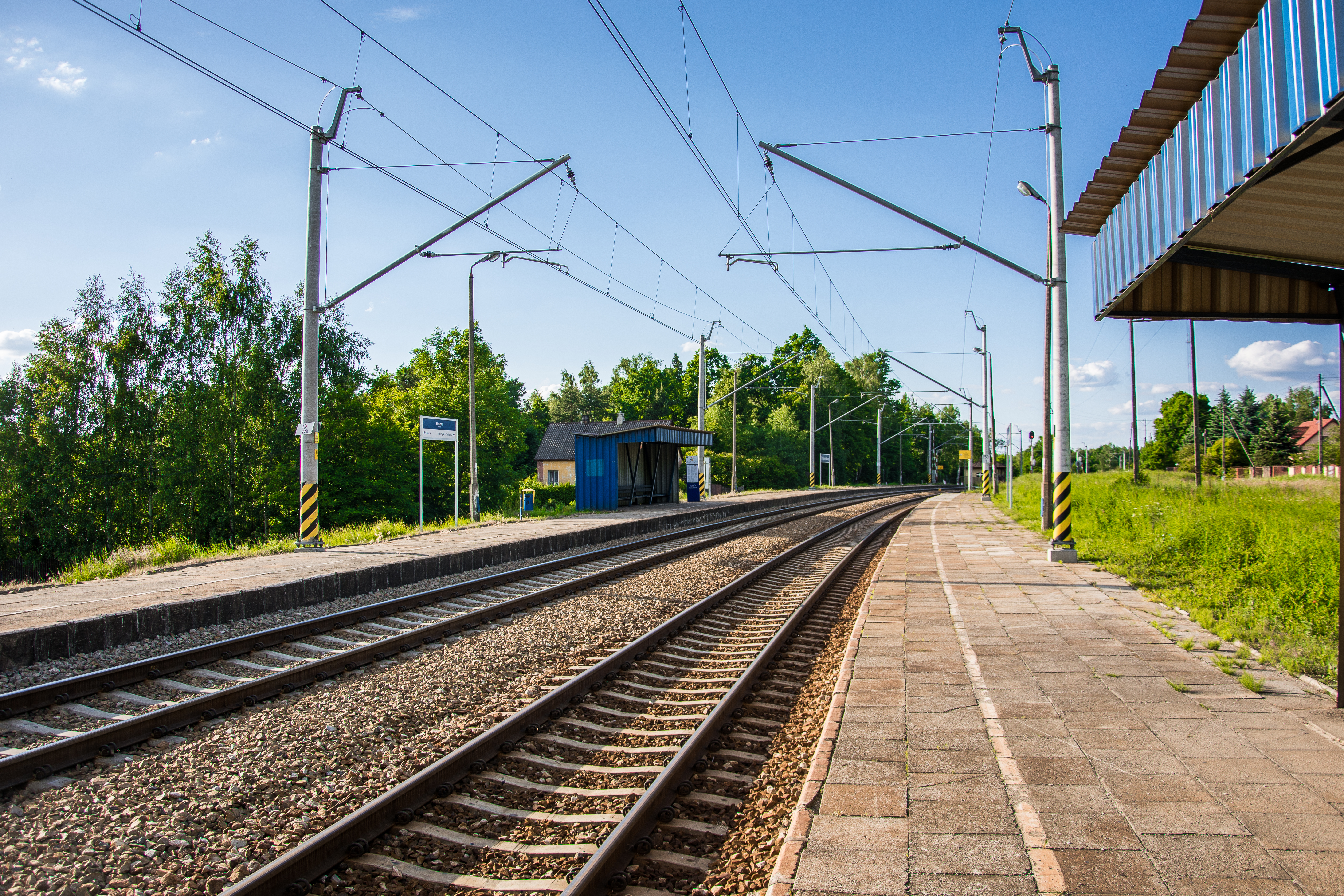
Widok w kierunku Skarżyska-Kamiennej
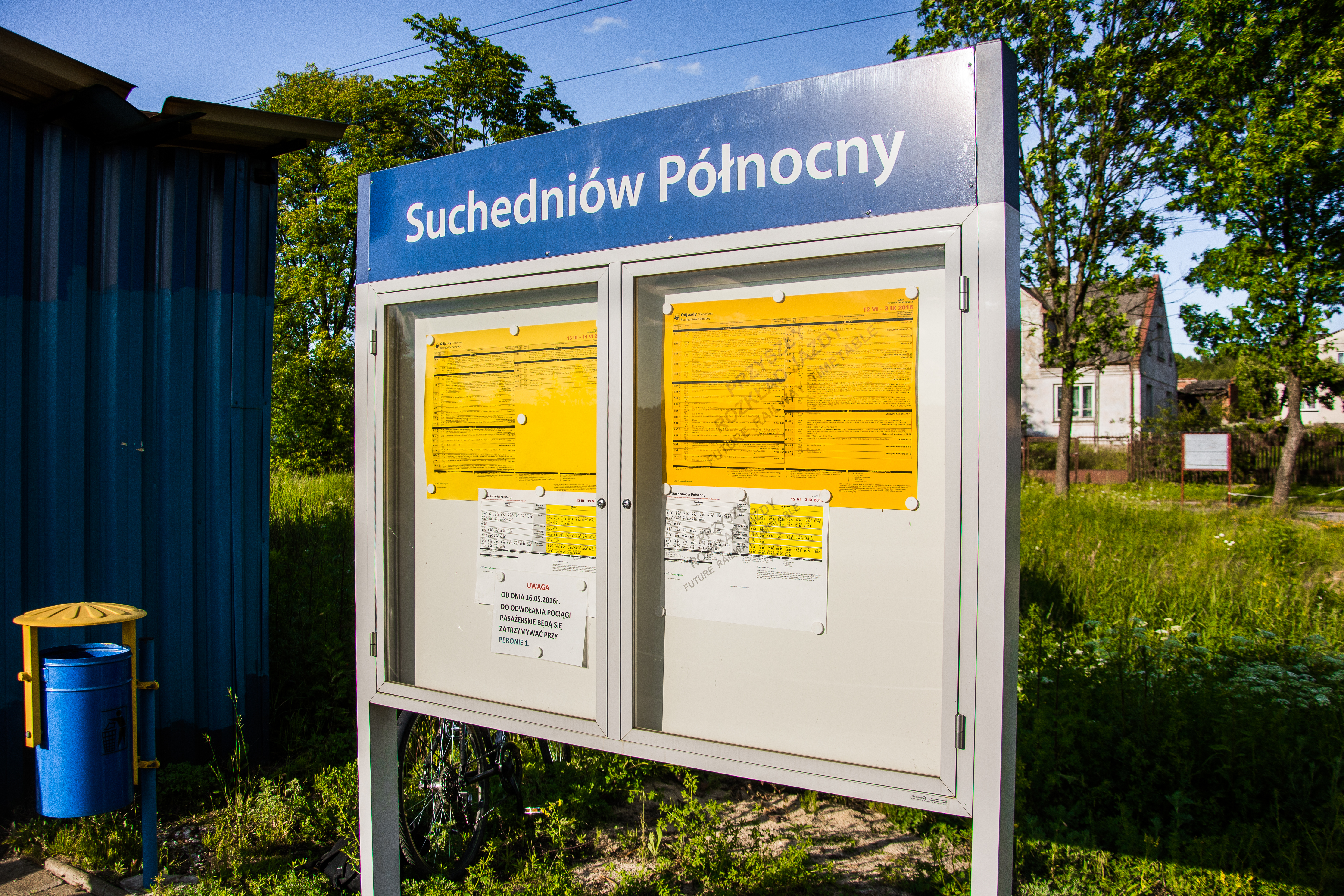
Tablica z rozkładami jazdy
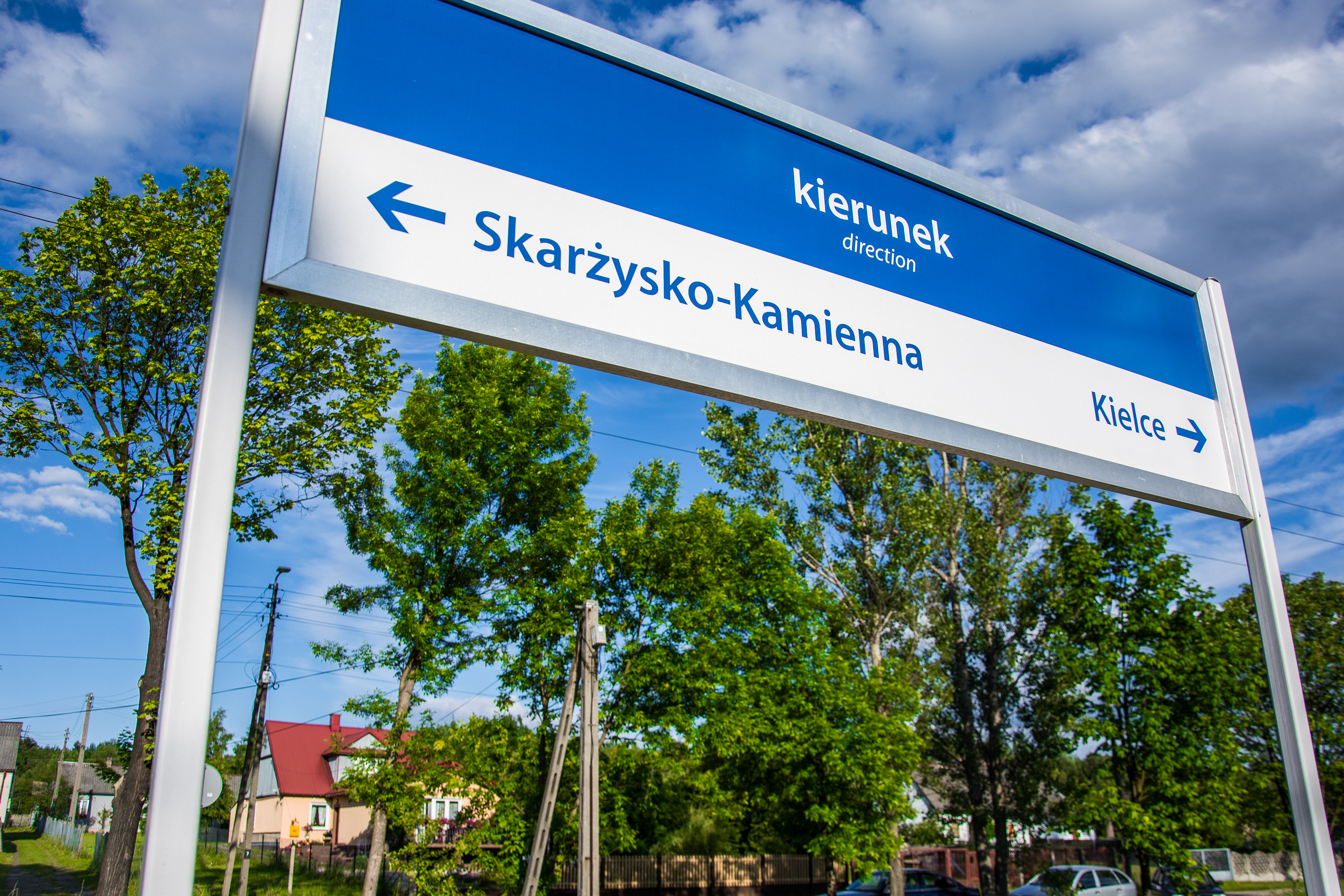
Tablica kierunkowa
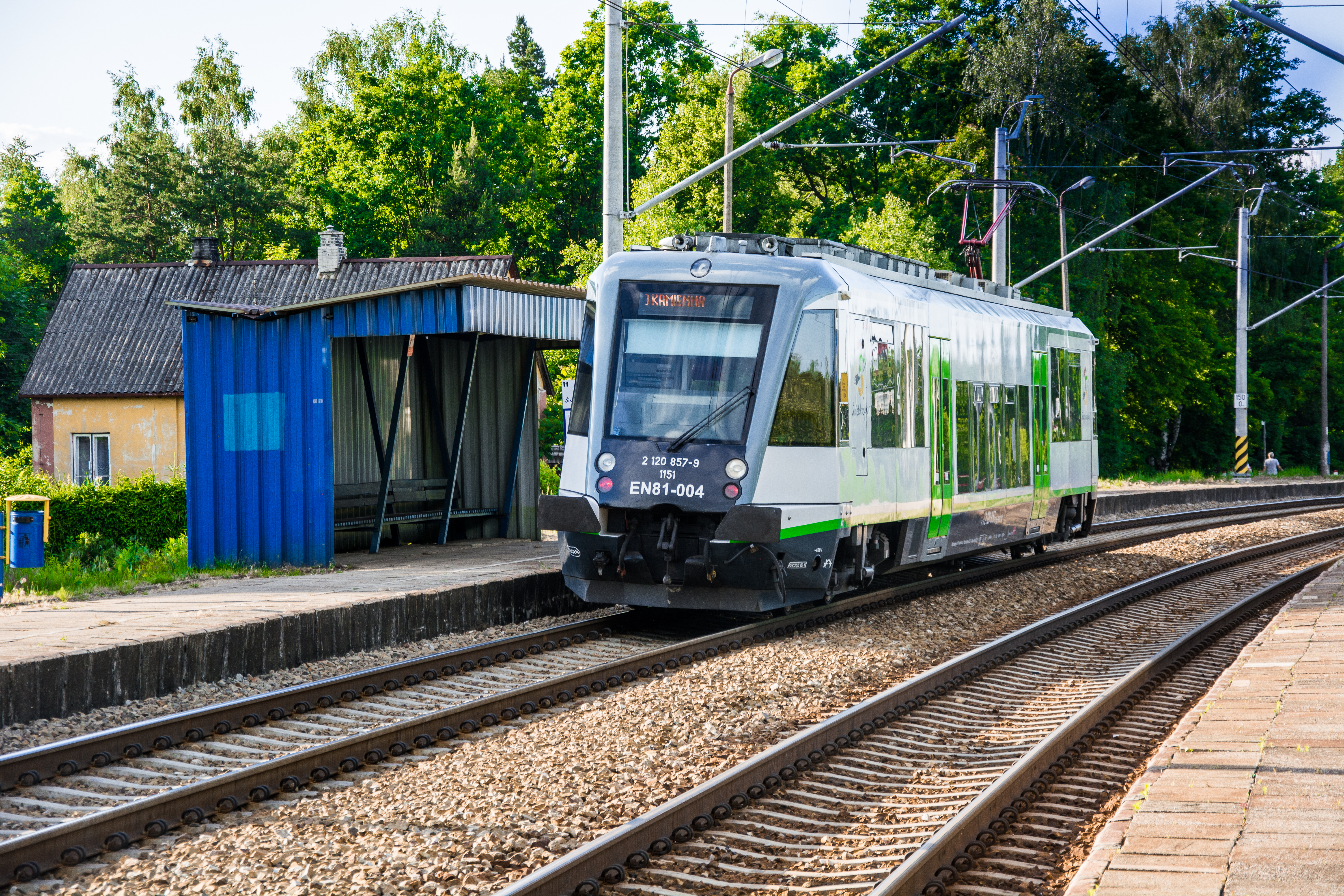
EN81-004 jako pociąg regio do Skarżyska-Kamiennej